# مداغ (سوق الثلاثاء)
مداغ هي إحدى مشيخات المملكة المغربية، تتبع جغرافيا لإقليم القنيطرة وإداريًا لسوق الثلاثاء. يقدر عدد سكانها بـ 4536 نسمة حسب الإحصاء الرسمي للسكان والسكنى لسنة 2004.